# Всероссийский научно-исследовательский институт сельскохозяйственной метеорологии
Всероссийский научно-исследовательский институт сельскохозяйственной метеорологии —  федеральное государственное бюджетное учреждение, находящееся в подчинении Федеральной службы по гидрометеорологии и мониторингу окружающей среды (Росгидромета). Институт был создан 25 июля 1977 г. в городе Обнинске Калужской области на базе сектора сельскохозяйственной метеорологии Института экспериментальной метеорологии (основан в 1964 г.).
Специалисты ВНИИСХМ осуществляют фундаментальные и прикладные исследования в области агрометеорологического прогнозирования на территории бывшего СССР (в том числе прогнозирование урожайности и валового сбора сельскохозяйственных культур), а также разрабатывают методы оценки агроклиматических ресурсов и рекомендации по их рациональному использованию. ВНИИСХМ ведёт мониторинг засух, оценивая их интенсивность и делая прогнозы насчёт их дальнейшего развития.